# Glee: The Music, The Christmas Album Volume 2
Glee: The Music, The Christmas Album Volume 2 es la banda sonora de la serie Americana Glee, lanzado por Columbia Records el 11 de noviembre de 2011.

## Lista de canciones
| N.º | Título                            | Escritor(es)                                | Artista original              | Duración |  |
| 1.  | «All I Want for Christmas Is You» | Mariah Carey, Walter Afanasieff             | Mariah Carey                  | 4:03     |  |
| 2.  | «Extraordinary Merry Christmas»   | Adam Anders, Peer Åström, Shelly Peiken     | Glee Cast original            | 3:39     |  |
| 3.  | «Santa Baby»                      | Joan Javits, Philip Springer, Tony Springer | Eartha Kitt                   | 2:31     |  |
| 4.  | «Christmas Eve with You»          | Anders, Åström, Peiken                      | Glee Cast original            | 3:28     |  |
| 5.  | «Little Drummer Boy»              | Katherine K. Davis                          | Trapp Family Singers          | 2:56     |  |
| 6.  | «River»                           | Joni Mitchell                               | Joni Mitchell                 | 4:03     |  |
| 7.  | «Do You Hear What I Hear?»        | Noël Regney, Gloria Shayne Baker            | Harry Simeone Chorale         | 3:52     |  |
| 8.  | «Let It Snow»                     | Sammy Cahn, Jule Styne                      | Vaughn Monroe                 | 2:47     |  |
| 9.  | «Santa Claus Is Coming to Town»   | John Frederick Coots, Haven Gillespie       | Harry Reser and His Orchestra | 2:49     |  |
| 10. | «Christmas Wrapping»              | Chris Butler                                | The Waitresses                | 4:03     |  |
| 11. | «Blue Christmas»                  | Billy Hayes, Jay W. Johnson                 | Doye O'Dell                   | 3:49     |  |
| 12. | «Do They Know It's Christmas?»    | Bob Geldof, Midge Ure                       | Band Aid                      | 3:35     |  |

## Personal
| - Dianna Agron – vocales - Adam Anders – arranger, composer, digital editing, producer, soundtrack producer, vocal arrangement, vocales - Alex Anders – edigital editing, engineer, vocal producer, vocals - Nikki Anders – vocals - Peer Åström – arranger, composer, engineer, mixing, producer - Kala Balch – vocales - Glen Ballard – compositor - Dave Bett – director artístico - Joshua Blanchard – assistant engineer - PJ Bloom – music supervisor - Anita Marisa Boriboon – art direction - Ravaughn Brown – vocals - Chris Butler – composer - Geoff Bywater – executive in charge of music - Mariah Carey – composer - Deyder Cintron – assistant engineer, digital editing - Chris Colfer – vocals - Kamari Copeland – vocals - Darren Criss – vocals - Tim Davis – vocal contractor, vocals - Dante Di Loreto – productor ejecutivo de la banda de sonido - Brad Falchuk – productor ejecutivo de la banda de sonido - Emily Gomez – vocales - Heather Guibert – coordinador - Missi Hale – vocales - Billy Hayes – compositor - Fredrik Jansson – assistant engineer - Joan Javits – composer | - Samuel Larsen – vocales - Storm Lee – vocals - David Loucks – vocals - Jane Lynch – vocals - Meaghan Lyons – coordination - Dominick Maita – mastering - Jayma Mays – vocals - Damian McGinty – vocals - Kevin McHale – vocals - Lea Michele – vocals - Cory Monteith – vocals - Heather Morris – vocals - Matthew Morrison – vocals - Ryan Murphy – producer, soundtrack producer - Alex Newell – vocals - Jeanette Olsson – vocals - Lindsay Pearce – vocals - Shelly Peiken – composer - Martin Persson – programming - Nicole Ray – production coordination - Amber Riley – vocals - Naya Rivera – vocals - Mark Salling – vocals - Drew Ryan Scott – vocals - Onitsha Shaw – vocals - Gloria Shayne – composer - Jenny Sinclair – coordination - Jenna Ushkowitz – vocals - Windy Wagner – vocals |

Source: Allmusic